# Praia de Cascais
Praia de Cascais é uma pintura a aguarela da autoria do pintor e rei português Carlos de Bragança e foi pintado em 1906.
A pintura pertence ao Casa-Museu Anastácio Gonçalves de Lisboa.